# Triangle Razorbacks
I Triangle Razorbacks sono una squadra di football americano di Vejle, in Danimarca.
Fondati nel 2000 in seguito alla fusione dei Fredericia Jets e dei Vejle Saints, hanno conquistato 8 volte il Mermaid Bowl.

## Dettaglio stagioni

### Tornei nazionali

#### Campionato

##### Nationalligaen
| Stagione | regular season | regular season | regular season | regular season | regular season | regular season | playoff | playoff | playoff | playoff | playoff | playoff              | playoff               |
|          | Vin            | Par            | Per            | Tot            | PF             | PS             | Vin     | Per     | Tot     | PF      | PS      | risultato            | avversaria            |
| -------- | -------------- | -------------- | -------------- | -------------- | -------------- | -------------- | ------- | ------- | ------- | ------- | ------- | -------------------- | --------------------- |
| 1999     | 0              | 0              | 6              | 6              | 6              | 278            | -       | -       | -       | -       | -       | -                    | -                     |
| 2009     | 10             | 0              | 0              | 10             | 382            | 152            | 1       | 1       | 2       | 42      | 19      | Mermaid Bowl         | Søllerød Gold Diggers |
| 2010     | 10             | 0              | 0              | 10             | 435            | 73             | 1       | 1       | 2       | 42      | 20      | Mermaid Bowl         | Søllerød Gold Diggers |
| 2011     | 8              | 0              | 2              | 10             | 339            | 139            | 2       | 0       | 2       | 71      | 40      | Campioni             | Søllerød Gold Diggers |
| 2012     | 7              | 0              | 1              | 8              | 342            | 100            | 2       | 0       | 2       | 58      | 44      | Campioni             | Søllerød Gold Diggers |
| 2013     | 8              | 0              | 2              | 10             | 368            | 181            | 1       | 1       | 2       | 70      | 48      | Mermaid Bowl         | Copenhagen Towers     |
| 2014     | 9              | 0              | 1              | 10             | 380            | 118            | 0       | 1       | 1       | 29      | 37      | Semifinale           | Aarhus Tigers         |
| 2015     | 10             | 0              | 0              | 10             | 384            | 58             | 2       | 0       | 2       | 37      | 30      | Campioni             | Søllerød Gold Diggers |
| 2016     | 9              | 0              | 1              | 10             | 351            | 119            | 2       | 0       | 2       | 57      | 46      | Campioni             | Copenhagen Towers     |
| 2017     | 6              | 0              | 4              | 10             | 255            | 184            | 1       | 1       | 2       | 68      | 24      | Semifinale           | Søllerød Gold Diggers |
| 2018     | 7              | 0              | 3              | 10             | 370            | 173            | 2       | 1       | 3       | 83      | 53      | Mermaid Bowl         | Copenhagen Towers     |
| 2019     | 6              | 0              | 4              | 10             | 397            | 260            | 2       | 0       | 2       | 40      | 30      | Campioni             | Copenhagen Towers     |
| 2020     | 1              | 0              | 3              | 4              | 100            | 94             | -       | -       | -       | -       | -       | [ 2 ]                | -                     |
| 2021     | 1              | 0              | 5              | 6              | 95             | 218            | 0       | 2       | 2       | 60      | 69      | Finale 3º - 4º posto | AaB 89ers             |
| 2022     | 1              | 0              | 5              | 6              | 126            | 269            | -       | -       | -       | -       | -       | -                    | -                     |
| 2023     | 2              | 0              | 6              | 8              | 192            | 308            | 0       | 1       | 1       | 6       | 58      | Semifinale           | Copenhagen Towers     |
| Totale   | 95             | 0              | 43             | 138            | 4522           | 2724           | 16      | 9       | 25      | 663     | 518     |                      |                       |

Fonti: Enciclopedia del Football - A cura di Massimo Mezzetti

##### Danmarksserien Kvinder
| Stagione | regular season | regular season | regular season | regular season | regular season | regular season | playoff | playoff | playoff | playoff | playoff | playoff     | playoff    |
|          | Vin            | Par            | Per            | Tot            | PF             | PS             | Vin     | Per     | Tot     | PF      | PS      | risultato   | avversaria |
| -------- | -------------- | -------------- | -------------- | -------------- | -------------- | -------------- | ------- | ------- | ------- | ------- | ------- | ----------- | ---------- |
| 2022     | 0              | 0              | 4              | 4              | 6              | 168            | -       | -       | -       | -       | -       | Terzo posto | -          |
| Totale   | 0              | 0              | 4              | 4              | 6              | 168            | -       | -       | -       | -       | -       |             |            |

Fonti: Enciclopedia del Football - A cura di Massimo Mezzetti

##### Danmarksserien
| Stagione | regular season | regular season | regular season | regular season | regular season | regular season | playoff | playoff | playoff | playoff | playoff | playoff     | playoff                     |
|          | Vin            | Par            | Per            | Tot            | PF             | PS             | Vin     | Per     | Tot     | PF      | PS      | risultato   | avversaria                  |
| -------- | -------------- | -------------- | -------------- | -------------- | -------------- | -------------- | ------- | ------- | ------- | ------- | ------- | ----------- | --------------------------- |
| 2012     | 0              | 0              | 10             | 10             | 0              | 500            | -       | -       | -       | -       | -       | -           | -                           |
| 2014     | 5              | 0              | 5              | 10             | 266            | 224            | -       | -       | -       | -       | -       | -           | -                           |
| 2015     | 6              | 0              | 4              | 10             | 294            | 171            | -       | -       | -       | -       | -       | -           | -                           |
| 2016     | 9              | 0              | 1              | 10             | 318            | 130            | 0       | 1       | 1       | 0       | 14      | Semifinale  | Næstved Vikings             |
| 2017     | 2              | 0              | 7              | 9              | 172            | 266            | -       | -       | -       | -       | -       | -           | -                           |
| 2018     | 3              | 0              | 1              | 4              | 82             | 100            | 0       | 1       | 1       | 8       | 26      | Elming Bowl | Kolding Guardians           |
| 2019     | 3              | 0              | 7              | 10             | 130            | 352            | -       | -       | -       | -       | -       | -           | -                           |
| 2020     | 2              | 0              | 1              | 3              | 94             | 58             | -       | -       | -       | -       | -       | [ 6 ]       | -                           |
| 2021     | 6              | 0              | 0              | 6              | 268            | 71             | 1       | 1       | 2       | 78      | 72      | Elming Bowl | Næstved Vikings/Rønne Bears |
| 2022     | 5              | 0              | 1              | 6              | 248            | 144            | 0       | 1       | 1       | 20      | 72      | Semifinale  | Avedøre Monarchs            |
| 2023     | 1              | 0              | 7              | 8              | 246            | 318            | -       | -       | -       | -       | -       | -           | -                           |
| 2024     | 3              | 0              | 5              | 8              | 138            | 253            | 0       | 1       | 1       | -       | -       | Semifinale  | Esbjerg Hurricanes          |
| Totale   | 45             | 0              | 49             | 94             | 2256           | 2587           | 1       | 5       | 6       | 106     | 184     |             |                             |

Fonti: Enciclopedia del Football - A cura di Massimo Mezzetti

### Tornei internazionali

#### European Football League (1986-2013)
| Stagione | regular season | regular season | regular season | regular season | regular season | regular season | playoff | playoff | playoff | playoff | playoff | playoff   | playoff    |
|          | Vin            | Par            | Per            | Tot            | PF             | PS             | Vin     | Per     | Tot     | PF      | PS      | risultato | avversaria |
| -------- | -------------- | -------------- | -------------- | -------------- | -------------- | -------------- | ------- | ------- | ------- | ------- | ------- | --------- | ---------- |
| 2007     | 0              | 0              | 2              | 2              | 13             | 100            | -       | -       | -       | -       | -       | -         | -          |
| Totale   | 0              | 0              | 2              | 2              | 13             | 100            | -       | -       | -       | -       | -       |           |            |

Fonti: Enciclopedia del Football - A cura di Massimo Mezzetti

#### IFAF Europe Champions League
| Stagione | regular season | regular season | regular season | regular season | regular season | regular season | playoff | playoff | playoff | playoff | playoff | playoff   | playoff    |
|          | Vin            | Par            | Per            | Tot            | PF             | PS             | Vin     | Per     | Tot     | PF      | PS      | risultato | avversaria |
| -------- | -------------- | -------------- | -------------- | -------------- | -------------- | -------------- | ------- | ------- | ------- | ------- | ------- | --------- | ---------- |
| 2016     | 1              | 0              | 1              | 2              | 30             | 38             | -       | -       | -       | -       | -       | -         | -          |
| Totale   | 1              | 0              | 1              | 2              | 30             | 38             | -       | -       | -       | -       | -       |           |            |

Fonti: Enciclopedia del Football - A cura di Massimo Mezzetti

#### ECTC
| Stagione | regular season | regular season | regular season | regular season | regular season | regular season | playoff | playoff | playoff | playoff | playoff | playoff   | playoff    |
|          | Vin            | Par            | Per            | Tot            | PF             | PS             | Vin     | Per     | Tot     | PF      | PS      | risultato | avversaria |
| -------- | -------------- | -------------- | -------------- | -------------- | -------------- | -------------- | ------- | ------- | ------- | ------- | ------- | --------- | ---------- |
| 2019     | 0              | 0              | 2              | 2              | 38             | 114            | -       | -       | -       | -       | -       | -         | -          |
| Totale   | 0              | 0              | 2              | 2              | 38             | 114            | -       | -       | -       | -       | -       |           |            |

Fonti: Enciclopedia del Football - A cura di Massimo Mezzetti

#### Central European Football League
| Stagione | regular season | regular season | regular season | regular season | regular season | regular season | playoff | playoff | playoff | playoff | playoff | playoff   | playoff    |
|          | Vin            | Par            | Per            | Tot            | PF             | PS             | Vin     | Per     | Tot     | PF      | PS      | risultato | avversaria |
| -------- | -------------- | -------------- | -------------- | -------------- | -------------- | -------------- | ------- | ------- | ------- | ------- | ------- | --------- | ---------- |
| 2017     | 0              | 0              | 2              | 2              | 14             | 69             | -       | -       | -       | -       | -       | -         | -          |
| Totale   | 0              | 0              | 2              | 2              | 14             | 69             | -       | -       | -       | -       | -       |           |            |

Fonti: Enciclopedia del Football - A cura di Massimo Mezzetti

#### EFAF Cup
| Stagione | regular season | regular season | regular season | regular season | regular season | regular season | playoff | playoff | playoff | playoff | playoff | playoff   | playoff               |
|          | Vin            | Par            | Per            | Tot            | PF             | PS             | Vin     | Per     | Tot     | PF      | PS      | risultato | avversaria            |
| -------- | -------------- | -------------- | -------------- | -------------- | -------------- | -------------- | ------- | ------- | ------- | ------- | ------- | --------- | --------------------- |
| 2012     | 2              | 0              | 0              | 2              | 83             | 36             | 1       | 1       | 2       | 57      | 51      | Finale    | Søllerød Gold Diggers |
| Totale   | 2              | 0              | 0              | 2              | 83             | 36             | 1       | 1       | 2       | 57      | 51      |           |                       |

Fonti: Enciclopedia del Football - A cura di Massimo Mezzetti

### Riepilogo fasi finali disputate
| Anno              | Luogo    | Evento         | Fase del torneo      | Incontro                                                      | Risultato |
| 3 ottobre 2009    | Farum    | Nationalligaen | Mermaid Bowl         | Triangle Razorbacks - Søllerød Gold Diggers                   | 0 - 10    |
| 2 ottobre 2010    | Farum    | Nationalligaen | Mermaid Bowl         | Triangle Razorbacks - Søllerød Gold Diggers                   | 0 - 13    |
| 8 ottobre 2011    | Farum    | Nationalligaen | Mermaid Bowl         | Søllerød Gold Diggers - Triangle Razorbacks                   | 31 - 35   |
| 14 luglio 2012    | Vejle    | EFAF Cup       | Finale               | Triangle Razorbacks - Søllerød Gold Diggers                   | 21 - 31   |
| 6 ottobre 2012    | Vejle    | Nationalligaen | Mermaid Bowl         | Triangle Razorbacks - Søllerød Gold Diggers                   | 34 - 29   |
| 12 ottobre 2013   | Randers  | Nationalligaen | Mermaid Bowl         | Copenhagen Towers - Triangle Razorbacks                       | 28 - 21   |
| 28 settembre 2014 | Vejle    | Nationalligaen | Semifinale           | Triangle Razorbacks - Aarhus Tigers                           | 29 - 37   |
| 10 ottobre 2015   | Viborg   | Nationalligaen | Mermaid Bowl         | Triangle Razorbacks - Søllerød Gold Diggers                   | 21 - 17   |
| 25 settembre 2016 | Vejle    | Danmarksserien | Semifinale           | Triangle Razorbacks II - Næstved Vikings                      | 0 - 14    |
| 8 ottobre 2016    | Horsens  | Nationalligaen | Mermaid Bowl         | Copenhagen Towers - Triangle Razorbacks                       | 18 - 22   |
| 24 settembre 2017 | Nærum    | Nationalligaen | Semifinale           | Søllerød Gold Diggers - Triangle Razorbacks                   | 17 - 15   |
| 6 ottobre 2018    | Vejle    | Danmarksserien | Elming Bowl          | Kolding Guardians - Triangle Razorbacks II                    | 26 - 8    |
| 13 ottobre 2018   | Slagelse | Nationalligaen | Mermaid Bowl         | Copenhagen Towers - Triangle Razorbacks                       | 23 - 22   |
| 5 ottobre 2019    | Gladsaxe | Nationalligaen | Mermaid Bowl         | Copenhagen Towers - Triangle Razorbacks                       | 14 - 20   |
| 25 settembre 2021 | Vejle    | Danmarksserien | Elming Bowl          | Triangle Razorbacks II - Næstved Vikings/Rønne Bears          | 34 - 42   |
| 9 ottobre 2021    | Vejle    | Nationalligaen | Finale 3º - 4º posto | AaB 89ers - Triangle Razorbacks                               | 48 - 40   |
| 11 settembre 2022 | Vejle    | Danmarksserien | Semifinale           | Triangle Razorbacks II - Avedøre Monarchs                     | 20 - 72   |
| 14 settembre 2024 | Esbjerg  | Danmarksserien | Semifinale           | Esbjerg Hurricanes - Triangle Razorbacks II/Horsens Stallions | Ritirati  |

## Palmarès

### Titoli nazionali
- 8 Mermaid Bowl (2006, 2007, 2008, 2011, 2012, 2015, 2016, 2019)
- 1 Junior Bowl (2010)